# ديرموت هيلي
ديرموت هيلي (بالإنجليزية: Dermot Healy)‏ (9 نوفمبر 1947 في جمهورية أيرلندا - 29 يونيو 2014 في جمهورية أيرلندا)؛ كاتِب، سيناريست، شاعر وروائي أيرلندي.

## روابط خارجية
- ديرموت هيلي على موقع IMDb (الإنجليزية)
- ديرموت هيلي على موقع ألو سيني (الفرنسية)
- ديرموت هيلي على موقع ميوزك برينز (الإنجليزية)
- ديرموت هيلي على موقع أول موفي (الإنجليزية)
- ديرموت هيلي على موقع قاعدة بيانات الأفلام السويدية (السويدية)
- ديرموت هيلي على موقع كينوبويسك (الروسية)